# Discografia de Justin Timberlake
A discografia de Justin Timberlake, um cantor e compositor norte-americano, é composta por quatro álbuns de estúdio, dois álbuns de compilação, um extended play (EP) e 31 singles (incluindo dezassete participações). Timberlake ganhou proeminência enquanto era membro do grupo 'N Sync. Após o seu desmembramento, ele seguiu uma carreira a solo. O seu álbum de estúdio de estreia, Justified, foi lançado em Novembro de 2002. O álbum teve um desempenho gráfico moderado, tendo atingido o primeiro posto no Reino Unido e na Irlanda, o número dois nos Estados Unidos e o número cinco na Nova Zelândia. Justified gerou cinco singles: "Like I Love You", "Cry Me a River", "Rock Your Body", "Señorita" e "I'm Lovin' It", que se tornaram êxitos em tabelas musicais. Inclusive, o segundo e o terceiro posicionaram-se dentro dos cinco primeiros postos da tabela musical Billboard Hot 100 nos EUA e receberam os certificados de disco de ouro e de platina, respectivamente, pela Australian Recording Industry Association (ARIA). O último single, embora não tenha tido um desempenho favorável, conseguiu posicionar-se no número 13 nos Países Baixos. Justified vendeu mais de 8 milhões de unidades no mundo todo e recebeu os certificados de disco de platina por cinco vezes pela British Phonographic Industry (BPI) e por três vezes pela Recording Industry Association of America (RIAA).
FutureSex/LoveSounds, o segundo álbum de estúdio, foi lançado em Setembro de 2006. Estreou no número um nos Estados Unidos com uma óptima semana de vendas: 684 mil exemplares vendidos. Em outros lugares, alcançou também o número um na Austrália, no Canadá, na Irlanda e no Reino Unido e dentro das dez melhores colocações em outros treze países, incluindo a Nova Zelândia e a Alemanha. Os seis singles lançados a partir do disco tornaram-se grandes êxitos, maiores ainda que os de Justified. "SexyBack", "My Love" (com participação de T.I.) e "What Goes Around... Comes Around" alcançaram o primeiro lugar da Billboard Hot 100, o que fez de Timberlake o primeiro artista masculino desde Usher a ter três ou mais êxitos de número um a partir de um álbum. "Summer Love", "LoveStoned" e "Until the End of Time", este último um dueto com Beyoncé, também alcançaram um sucesso moderado, tendo o primeiro recebido o certificado de disco de platina e os restantes o certificado de disco de ouro pela RIAA. FutureSex/LoveSound vendeu mais de 14 milhões de cópias no mundo e recebeu o certificado de disco de platina por seis vezes pela Irish Recorded Music Association (IRMA), por cinco vezes pela ARIA e por quatro vezes pela RIAA. Entre 2007 e 2009, Timberlake decidiu fazer uma pausa e fez participações em várias canções de artistas, que conseguiram alcançar as dez melhores posições da Billboard Hot 100.
O terceiro trabalho de estúdio do cantor foi lançado em Março de 2013: The 20/20 Experience. Tal como o seu antecessor, estreou no primeiro lugar nos EUA com uma primeira semana de vendas ainda maior: 968 mil unidades. O álbum também alcançou essa posição na Alemanha, na Austrália, no Canadá, na Irlanda e na Nova Zelândia e posicionou-se dentro das dez melhores colocações em mais de outros doze países, incluindo Portugal. O primeiro single, "Suit & Tie", com participação do rapper Jay Z, se tornou um grande êxito, recebendo o certificado de disco de platina pela ARIA, Music Canada (MC) e RIAA, embora não tenha alcançado o número um nos grandes mercados musicais, como os EUA, onde atingiu o número três, e a Austrália, onde atingiu o segundo posto. "Mirrors", o segundo single, conseguiu igualar o desempenho comercial do seu predecessor, tendo alcançado o número um no Brasil e Reino Unido e alcançou as dez melhores posições em outros vinte países, incluindo a Nova Zelândia e a Austrália. "Mirrors" recebeu também o certificado de disco de platina pela ARIA. O seu quarto grande projecto discográfico, The 20/20 Experience – 2 of 2, tornou-se no terceiro a alcançar o primeiro posto nos EUA, onde também recebeu o certificado de disco de platina. O single "Not a Bad Thing" foi o grande êxito a ser lançado do disco, posicionando-se dentro das dez melhores posições em mais de quatorze tabelas musicais, além de ter recebido o certificado de disco de platina nos Estados Unidos e Austrália. a segunda parte do álbum The 20/20 Experience vendeu mais de 3 milhões de copias no mundo.

## Álbuns

### Álbuns de estúdio
| Detalhes do álbum | Melhores posições nas tabelas | Melhores posições nas tabelas | Melhores posições nas tabelas | Melhores posições nas tabelas | Melhores posições nas tabelas | Melhores posições nas tabelas | Melhores posições nas tabelas | Melhores posições nas tabelas | Melhores posições nas tabelas | Melhores posições nas tabelas | Vendas                                     | Certificações |
| Detalhes do álbum | EUA                           | ALE                           | AUS                           | CAN                           | FRA                           | HOL                           | ITA                           | NZL                           | SUI                           | UK                            | Vendas                                     | Certificações |
| --- | ----------------------------- | ----------------------------- | ----------------------------- | ----------------------------- | ----------------------------- | ----------------------------- | ----------------------------- | ----------------------------- | ----------------------------- | ----------------------------- | ------------------------------------------ | --- |
| Justified - Lançamento: 5 de novembro de 2002 - Gravadora: Jive - Formatos: CD, vinil, download digital                            | 2                             | 11                            | 9                             | 3                             | 30                            | 4                             | 22                            | 5                             | 22                            | 1                             | - : 8.000.000 - :3.100.000 - : 1.800.000   | - : 3× Platina - : 3× Platina - : 6× Platina - : Platina - : Platina - : 2× Platina - : Platina                                     |
| FutureSex/LoveSounds - Lançamento: 12 de Setembro de 2006 - Gravadora: Jive, Zomba - Formatos: CD, CD/DVD, vinil, download digital | 1                             | 3                             | 1                             | 1                             | 5                             | 1                             | 7                             | 4                             | 2                             | 1                             | - : 14.000.000 - : 4.300.000 - : 1,200.000 | - : 4× Platina - : 6× Platina - : 4× Platina - : 2× Platina - : 6× Platina - : Ouro - : 2× Platina - : 5× Platina - : Ouro - : Ouro |
| The 20/20 Experience - Lançamento: 18 de Março de 2013 - Gravadora: RCA - Formatos: CD, vinil, download digital                    | 1                             | 1                             | 1                             | 1                             | 6                             | 2                             | 6                             | 1                             | 1                             | 1                             | - : 6.000.000 - : 2.100.000 - : 300.000    | - : 2× Platina - : Platina - : Platina - : Ouro - : Ouro - : Ouro - : 2× Platina - : Ouro                                           |
| The 20/20 Experience 2 of 2 - Lançamento: 30 de Setembro de 2013 - Gravadora: RCA - Formatos: CD, vinil, download digital          | 1                             | 4                             | 4                             | 1                             | 12                            | 4                             | —                             | 3                             | 2                             | 2                             | - : 3.000.000 - : 1.137.000 - : 60.000     | - : Platina - : Ouro - : Prata - : Platina                                                                                          |
| Man of the Woods - Lançamento: 2 de Fevereiro de 2018 - Gravadora: RCA - Formatos: CD, vinil, download digital                     | 1                             | 1                             | 2                             | 1                             | 7                             | 1                             | 8                             | 3                             | 2                             | 2                             | - : 800.000 - : 600.000 - : 10.000         | - : Ouro |
| Everything I Thought It Was - Lançamento: 15 de Março de 2024 - Gravadora: RCA - Formatos: CD, vinil, download digital             |                               |                               |                               |                               |                               |                               |                               |                               |                               |                               |                                            | |

### Álbuns deremixes
| Detalhes do álbum                                                                                               |
| --- |
| Essential Mixes - Lançamento: 20 de Setembro de 2010 - Gravadora: Jive Records - Formatos: CD, download digital |

### Álbuns de vídeo
| Detalhes do álbum |
| --- |
| FutureSex/LoveShow - Live from Madison Square Garden - Lançamento: 20 de Novembro de 2007 - Editora: Jive Records - Formato: DVD |

### Extended plays
| Detalhes do álbum |
| --- |
| Justin & Christina - Lançamento: 1 de Julho de 2003 - Gravadora: RCA Records, Bertelsmann Music Group, Jive Records - Formato: CD                |
| I'm Lovin' It - Lançamento: 14 de Fevereiro de 2004 - Gravadora: Zomba Group of Companies - Formato: Download digital                            |
| SexyTracks — The SexyBack Remixes - Lançamento: 7 de Novembro de 2006 - Gravadora: Zomba Group of Companies - Formato: Download digital          |
| LoveStoned/I Think She Knows: The Remixes - Lançamento: 11 de Setembro de 2007 - Gravadora: Zomba Group of Companies - Formato: Download digital |

## Singles

### Como artista principal
| 2002                                                                                                  | "Like I Love You"                                   | 11  | 16 | 8  | 11 | 5  | 5  | 6  | 2  | - : Platina - : Ouro | Justified                   |
| 2002                                                                                                  | "Cry Me a River"                                    | 3   | 1  | 1  | 2  | 7  | 1  | 11 | 2  | - : 2× Platina - : Platina - : Ouro - : Ouro                                                                                               | Justified                   |
| 2003                                                                                                  | "Rock Your Body"                                    | 5   | 25 | 1  | 3  | 2  | 4  | 4  | 2  | - : Ouro - : Platina - : Ouro - : Ouro | Justified                   |
| 2003                                                                                                  | "Señorita"                                          | 27  | 51 | 6  | 19 | 8  | 15 | 4  | 13 | - : Platina - : Prata | Justified                   |
| 2003                                                                                                  | "Still on My Brain"                                 | —   | —  | —  | —  | —  | —  | —  | —  | | Justified                   |
| 2003                                                                                                  | "I'm Lovin' It"                                     | —   | 50 | —  | —  | 13 | 15 | —  | 28 | | Live from London            |
| 2006                                                                                                  | "SexyBack"                                          | 1   | 1  | 1  | 1  | 1  | 1  | 1  | 1  | - : 3× Platina - : 3× Platina - : 5× Platina - : Platina - : Platina - : Platina                                                           | FutureSex/LoveSounds        |
| 2006                                                                                                  | "My Love" (com participação de T.I.)                | 1   | 1  | 3  | 3  | 1  | 4  | 1  | 2  | - : Platina - : 2× Platina - : Ouro - : Ouro - : Platina                                                                                   | FutureSex/LoveSounds        |
| 2007                                                                                                  | "What Goes Around... Comes Around"                  | 1   | 1  | 1  | 1  | 1  | 1  | 1  | 2  | - : Platina - : Platina - : 2× Platina - : Ouro - : Ouro - : Ouro                                                                          | FutureSex/LoveSounds        |
| 2007                                                                                                  | "LoveStoned"                                        | 17  | 15 | 11 | 5  | 8  | 12 | 17 | 11 | - : Ouro - : Platina - : Ouro | FutureSex/LoveSounds        |
| 2007                                                                                                  | "The Only Promise That Remains" (com Reba McEntire) | 105 | —  | —  | —  | —  | —  | —  | —  | | Reba: Duets                 |
| 2007                                                                                                  | "Until the End of Time" (com Beyoncé)               | 17  | 3  | 4  | 1  | 3  | 9  | 3  | 4  | - : Ouro | FutureSex/LoveSounds        |
| 2007                                                                                                  | "Summer Love"                                       | 6   | 3  | 1  | 8  | 2  | 4  | 5  | 19 | - : Platina - : Ouro | FutureSex/LoveSounds        |
| 2010                                                                                                  | "Hallelujah" (com participação de Charlie Sexton)   | 13  | 2  | 46 | 8  | 91 | —  | 8  | 91 | | Hope for Haiti Now          |
| 2013                                                                                                  | "Suit & Tie" (com participação de Jay Z)            | 3   | 2  | 4  | 3  | 1  | 1  | 4  | 3  | - : 2× Platina - : 2× Platina - : Platina - : Ouro - : Platina                                                                             | The 20/20 Experience        |
| 2013                                                                                                  | "Mirrors"                                           | 2   | 1  | 1  | 3  | 1  | 1  | 2  | 1  | - : 3× Platina - : 3× Platina - : 3× Platina - : Platina - : Platina - : 2× Platina - : Platina - : Platina                                | The 20/20 Experience        |
| 2013                                                                                                  | "Tunnel Vision"                                     | —   | 47 | 63 | 14 | 9  | 75 | 4  | 64 | | The 20/20 Experience        |
| 2013                                                                                                  | "Take Back the Night"                               | 29  | 52 | 57 | 32 | 29 | 49 | 12 | 45 | - : Ouro | The 20/20 Experience 2 of 2 |
| 2013                                                                                                  | "TKO"                                               | 36  | 71 | 24 | 28 | —  | 51 | —  | 58 | - : Ouro | The 20/20 Experience 2 of 2 |
| 2014                                                                                                  | "Not a Bad Thing"                                   | 8   | 3  | 6  | 4  | 3  | 9  | 11 | 14 | - : Platina - : Platina - : Prata - : Ouro - : Ouro                                                                                        | The 20/20 Experience 2 of 2 |
| 2014                                                                                                  | "Love Never Felt So Good"                           | 9   | 18 | 28 | 20 | —  | 17 | 12 | 8  | - : Platina - : Ouro - : Ouro | Xscape                      |
| 2016                                                                                                  | "Can't Stop the Feeling!"                           | 1   | 1  | 3  | 1  | 2  | 3  | 2  | 2  | - : 4× Platina - : 6× Platina - : 9× Platina - : 3× Platina - : 3× Platina - : 2× Platina - : Ouro - : Diamante - : Platina - : 2× Platina | Trolls                      |
| 2018                                                                                                  | "Filthy"                                            | 9   | 42 | 27 | 5  | 53 | 22 | 2  | 15 | - : Ouro - : Ouro | Man of the Woods            |
| 2018                                                                                                  | "Supplies"                                          | 71  | 83 | —  | 49 | —  | —  | —  | 84 | | Man of the Woods            |
| 2018                                                                                                  | "Say Something"                                     | 9   | 9  | 18 | 6  | 24 | 16 | 20 | 9  | - : 2× Platina - : Ouro - : Ouro - : Ouro - : Ouro                                                                                         | Man of the Woods            |
| "—" denota um item que não conseguiu entrar na tabela desse país ou não foi lançado nesse território. |                                                     |     |    |    |    |    |    |    |    | |                             |

### Como artista convidado
| 2003                                                                                                  | "Work It" (Nelly com participação de Justin Timberlake)                                         | 68  | —  | 14 | 13 | —  | 11 | 17 | 7  | - : Ouro                                        | Nellyville                              |
| 2005                                                                                                  | "Signs" (Snoop Dogg com participação de Charlie Wilson e Justin Timberlake)                     | 46  | 3  | 1  | —  | 3  | 2  | 4  | 2  | - : Ouro - : Ouro - : Ouro                      | R&G (Rhythm & Gangsta): The Masterpiece |
| 2006                                                                                                  | "Dick in a Box" (The Lonely Island com participação de Justin Timberlake)                       | —   | 61 | 82 | —  | —  | —  | —  | —  |                                                 | Incredibad                              |
| 2007                                                                                                  | "Give It to Me" (Timbaland com participação de Nelly Furtado e Justin Timberlake)               | 1   | 3  | 16 | 1  | 7  | 2  | 2  | 1  | - : Ouro - : Ouro                               | Shock Value                             |
| 2007                                                                                                  | "Ayo Technology" (50 Cent com participação de Justin Timberlake e Timbaland)                    | 5   | 3  | 10 | 12 | 17 | 3  | 1  | 2  | - : Ouro - : Ouro                               | Curtis                                  |
| 2008                                                                                                  | "4 Minutes" (Madonna com participação de Justin Timberlake)                                     | 3   | 1  | 1  | 1  | 1  | 1  | 3  | 1  | - : 2× Platina - : Platina - : Platina - : Ouro | Hard Candy                              |
| 2008                                                                                                  | "Can't Believe It Remix" (T-Pain com participação de Justin Timberlake)                         | —   | —  | —  | —  | —  | —  | —  | —  |                                                 | Não incluso em álbum                    |
| 2009                                                                                                  | "Dead and Gone" (T.I. com participação de Justin Timberlake)                                    | 2   | 7  | 4  | 3  | 22 | 3  | 2  | 4  | - : 2× Platina - : Platina - : Platina          | Paper Trail                             |
| 2009                                                                                                  | "Love Sex Magic" (Ciara com participação de Justin Timberlake)                                  | 10  | 7  | 5  | 6  | 26 | 4  | 6  | 5  | - : Platina - : Ouro                            | Fantasy Ride                            |
| 2009                                                                                                  | "Carry Out" (Timbaland com participação de Justin Timberlake)                                   | 11  | —  | 58 | 7  | 19 | 3  | 15 | 6  | - : Ouro                                        | Shock Value II                          |
| 2010                                                                                                  | "Love Dealer" (Esmée Denters com participação de Justin Timberlake)                             | —   | —  | —  | —  | —  | 12 | —  | 68 |                                                 | Outta Here                              |
| 2010                                                                                                  | "Ain't No Doubt About It" (Game com participação de Justin Timberlake)                          | —   | —  | —  | —  | —  | —  | —  | —  |                                                 | Não incluso em álbum                    |
| 2010                                                                                                  | "Winner" (Jamie Foxx com participação de T.I. and Justin Timberlake)                            | 28  | —  | 23 | —  | —  | —  | 37 | —  |                                                 | Best Night of My Life                   |
| 2011                                                                                                  | "Motherlover" (The Lonely Island com participação de Justin Timberlake)                         | 123 | —  | —  | —  | —  | —  | —  | —  |                                                 | Turtleneck & Chain                      |
| 2011                                                                                                  | "3-Way (The Golden Rule)" (The Lonely Island com participação de Justin Timberlake e Lady Gaga) | 103 | —  | —  | —  | —  | —  | —  | —  |                                                 | The Wack Album                          |
| 2011                                                                                                  | "Role Model" (FreeSol com participação de Justin Timberlake)                                    | —   | —  | —  | —  | —  | —  | —  | —  |                                                 | No Rules                                |
| 2011                                                                                                  | "Fascinated" (FreeSol com participação de Justin Timberlake e Timbaland)                        | —   | —  | —  | —  | —  | —  | —  | —  |                                                 | No Rules                                |
| 2013                                                                                                  | "Holy Grail" (Jay-Z com participação de Justin Timberlake)                                      | 4   | 3  | 7  | 13 | 5  | 3  | 8  | 7  |                                                 | Magna Carta... Holy Grail               |
| "—" denota um item que não conseguiu entrar na tabela desse país ou não foi lançado nesse território. |                                                                                                 |     |    |    |    |    |    |    |    |                                                 |                                         |

### Outras canções que entraram nas tabelas
| 2006                                                                                                  | "FutureSex/LoveSound"                                                               | 113 | — | — | — | —   | —  | FutureSex/LoveSounds |
| 2007                                                                                                  | "Release" (Timbaland com participação de Justin Timberlake)                         | 91  | — | — | — | —   | —  | Shock Value          |
| 2007                                                                                                  | "Bounce" (Timbaland com participação de Justin Timberlake, Dr. Dre e Missy Elliott) | —   | — | — | — | 176 | —  | Shock Value          |
| 2013                                                                                                  | "Pusher Love Girl"                                                                  | 64  | — | — | — | —   | 20 | The 20/20 Experience |
| 2013                                                                                                  | "Don't Hold the Wall"                                                               | 104 | — | — | — | —   | —  | The 20/20 Experience |
| 2013                                                                                                  | "Strawberry Bubblegum"                                                              | 106 | — | — | — | —   | 34 | The 20/20 Experience |
| 2013                                                                                                  | "Spaceship Coupe"                                                                   | 125 | — | — | — | —   | —  | The 20/20 Experience |
| 2013                                                                                                  | "That Girl"                                                                         | 103 | — | — | — | —   | —  | The 20/20 Experience |
| 2013                                                                                                  | "Let the Groove Get In"                                                             | 109 | — | — | — | —   | —  | The 20/20 Experience |
| 2013                                                                                                  | "Blue Ocean Floor"                                                                  | 117 | — | — | — | —   | —  | The 20/20 Experience |
| 2013                                                                                                  | "Dress On"                                                                          | —   | — | — | — | —   | 35 | The 20/20 Experience |
| 2013                                                                                                  | "Body Count"                                                                        | —   | — | — | — | —   | 24 | The 20/20 Experience |
| "—" denota um item que não conseguiu entrar na tabela desse país ou não foi lançado nesse território. |                                                                                     |     |   |   |   |     |    |                      |